# Eupithecia erpata
Eupithecia erpata är en fjärilsart som beskrevs av Richard F. Pearsall 1908. Eupithecia erpata ingår i släktet Eupithecia och familjen mätare. Inga underarter finns listade i Catalogue of Life.